# Batrachoseps attenuatus

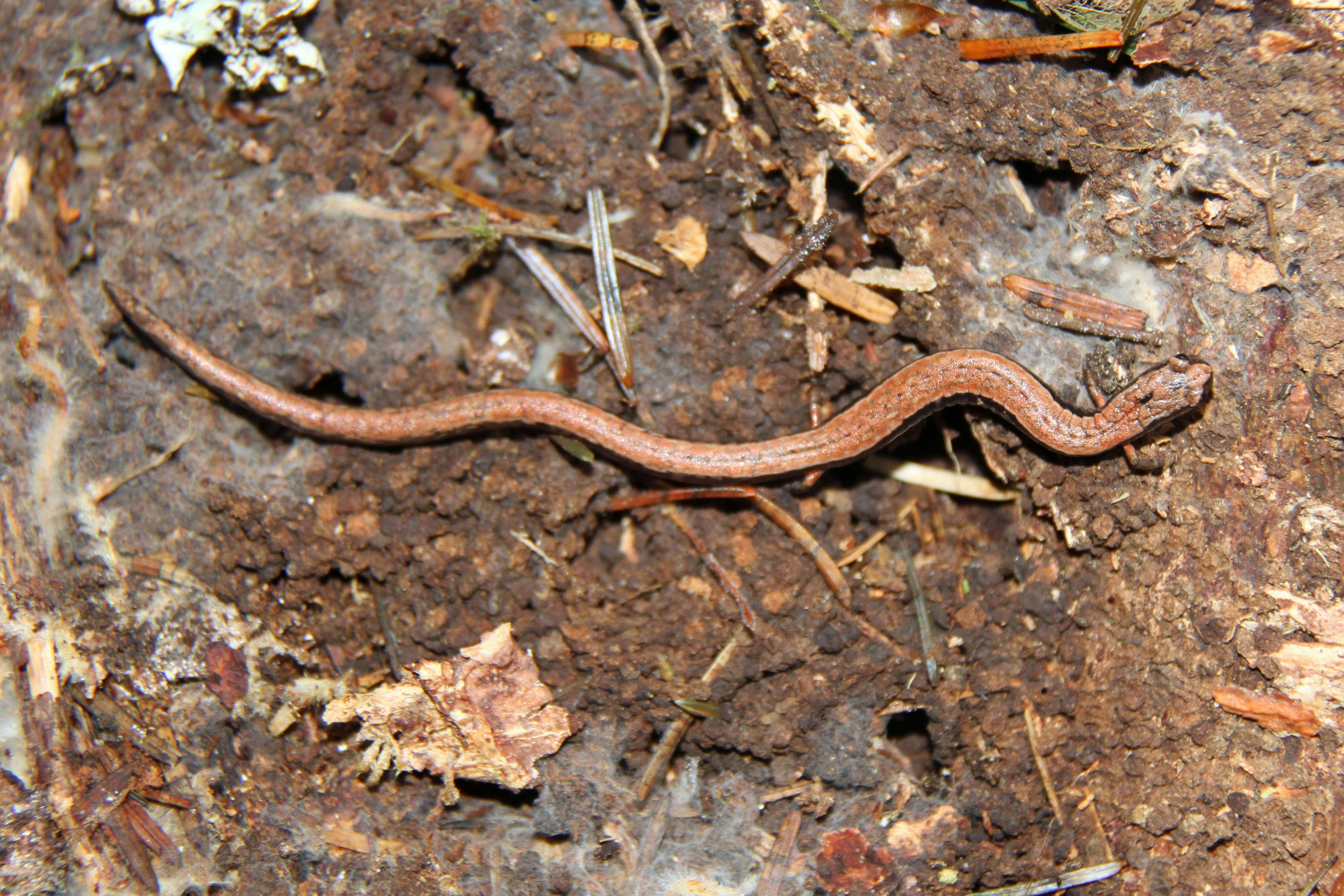
Batrachoseps attenuatus gestreckt

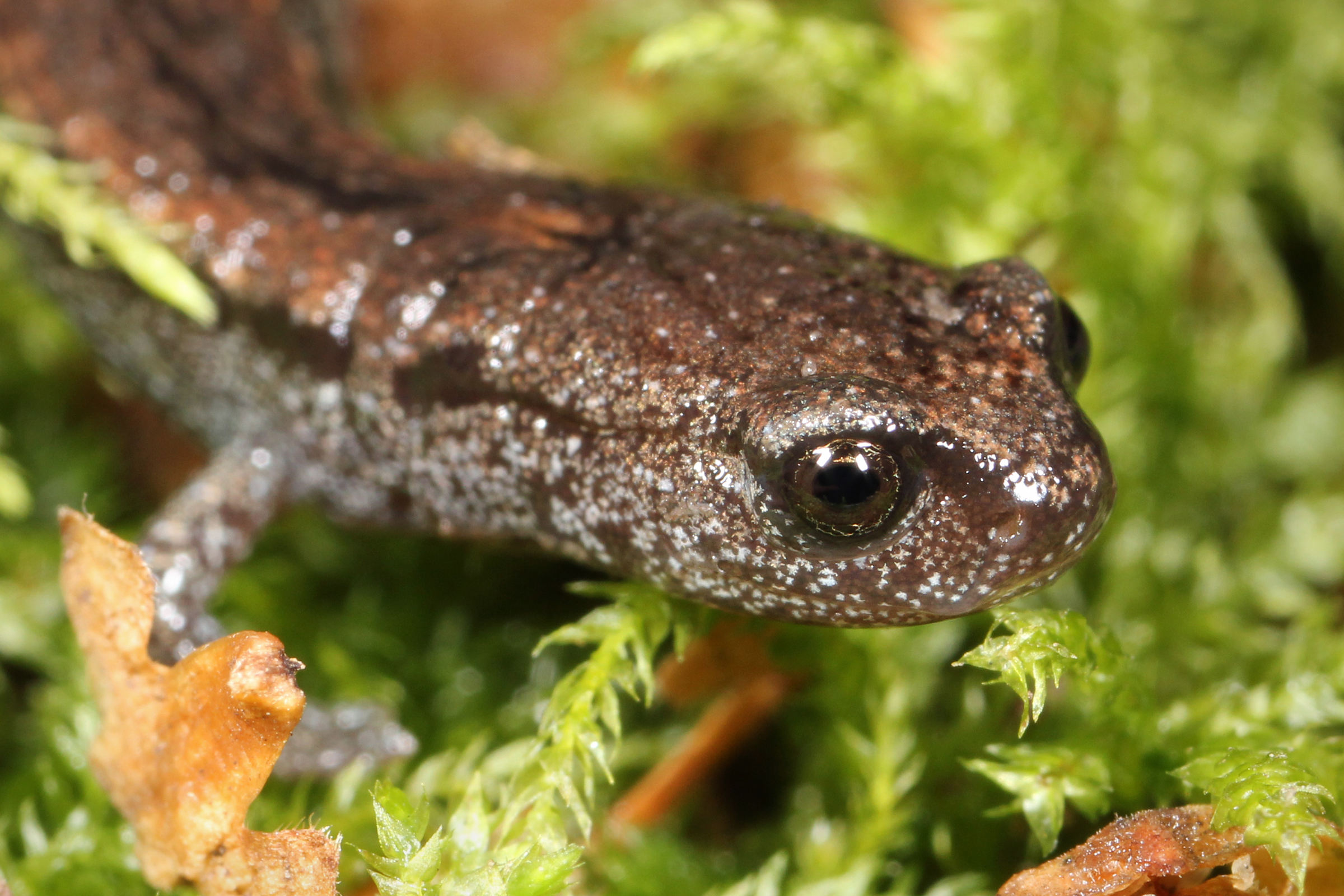
Kopf des Batrachoseps attenuatus

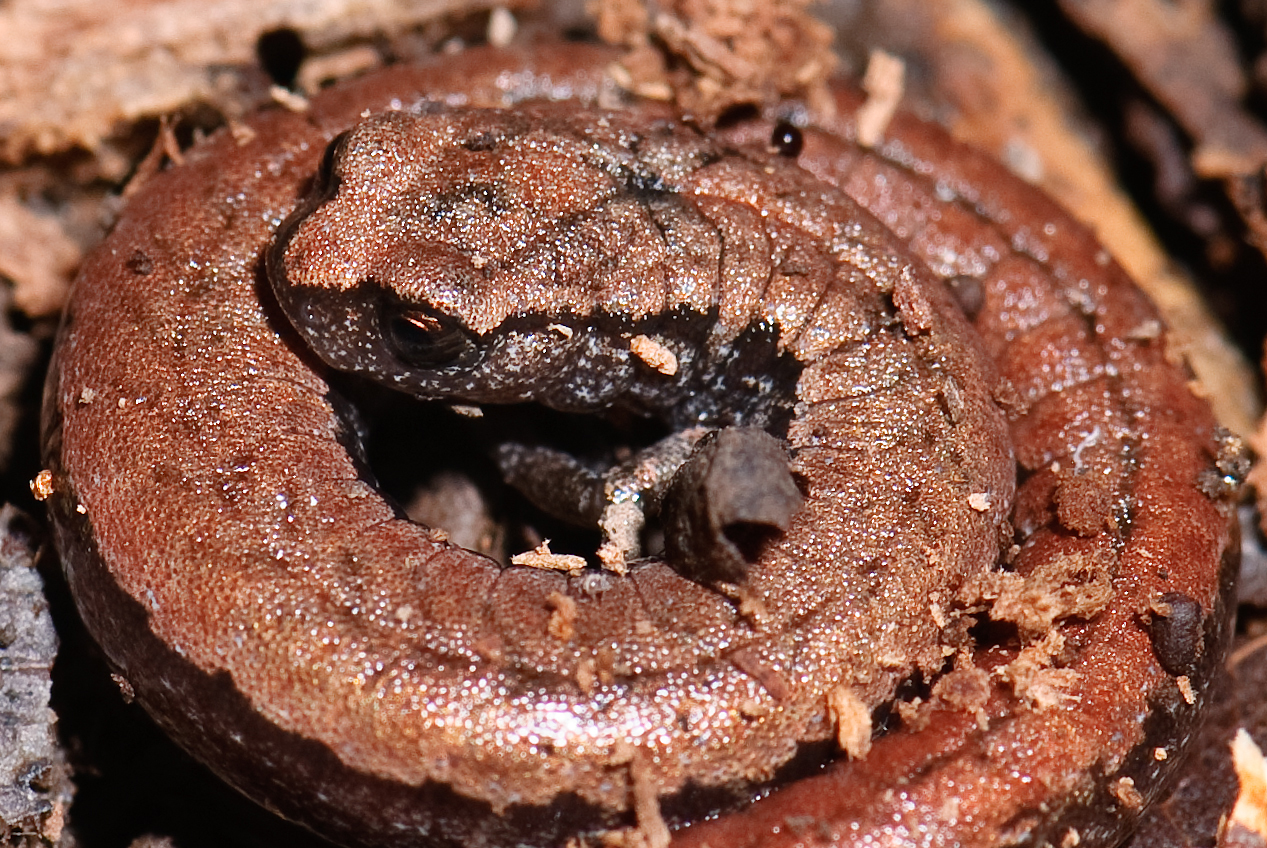
Spiralförmig gewickeltes Exemplar

Batrachoseps attenuatus, zuweilen auch als Kalifornischer Schlanksalamander bezeichnet, ist ein in Nordamerika vorkommender Schwanzlurch aus der Familie der Lungenlosen Salamander (Plethodontidae).  Der Artname leitet sich von dem lateinischen Wort attenuatus mit der Bedeutung „schlicht“, im Sinne von „schlank“ ab und bezieht sich auf die unauffällige, schlanke Gestalt der erwachsenen Individuen.

## Merkmale
Batrachoseps attenuatus erreicht eine Kopf-Rumpf-Länge (SVL) von 3,2 bis 4,7 Zentimetern. Der Schwanz ist sehr lang und beträgt das 1,5 bis 2,0-fache der SVL, sodass sich eine Gesamtlänge von 7,5 bis 14,0 Zentimetern ergibt. Der Rumpf wird durch 19 bis 22 Rippenfurchen segmentiert. Die Farbe der Oberseite variiert von Dunkelbraun über Rostrot oder Hellbraun bis zu Gelb. Ein hellbraun, gelblich oder rötlich gefärbter Rückenstreifen hebt sich vom Untergrund ab. Die dunkle Bauchfläche ist mit weißlichen Flecken versehen. Die Gliedmaßen sind sehr kurz und mit jeweils vier Fingern bzw. Zehen versehen.

## Ähnliche Arten
Die ähnlichen Arten Batrachoseps gavilanensis und Batrachoseps diabolicus unterscheiden sich in erster Linie durch längere Finger und Zehen an den Gliedmaßen.
Eine Untersuchung der DNA-Sequenz vieler Individuen von  Batrachoseps attenuatus aus unterschiedlichen Populationen erbrachte eine beachtliche Variationsbreite der Daten. Ob sich dadurch eigenständige Arten ableiten lassen, bedarf weiterer Klärung.

## Verbreitung und Lebensraum
Das Verbreitungsgebiet von Batrachoseps attenuatus erstreckt sich entlang  der Pazifikküste Nordamerikas, vom Süden Oregons bis in die Mitte Kaliforniens. Die Art ist auch in den Ausläufern der Sierra Nevada sowie mit verstreuten Populationen im Sacramento Valley und im Sutter Buttes zu finden. Außerdem gibt es isolierte Vorkommen im Shasta County. Die Salamander besiedeln bevorzugt altbewachsene Wälder mit reichlicher Bodenvegetation.

## Lebensweise
Batrachoseps attenuatus-Salamander sind überwiegend bei regnerischem Wetter aktiv. Sie benötigen stets eine feuchte Umgebung, da ihnen Lungen fehlen und sie durch die feuchte Haut atmen. Bei Trockenperioden oder wenn die Lufttemperatur unter den Gefrierpunkt fällt, verweilen sie in Rückzugsgebieten unter der Erde. Dort kann auch die Paarung stattfinden. Die Weibchen legen ihre Eier im Oktober und November während der Herbstregenzeit in feuchten unterirdischen Hohlräumen ab. Eine Brutpflege findet nicht statt. Die Jungen entwickeln sich im Ei und schlüpfen, ohne einen aquatischen Lebensabschnitt zu durchlaufen. Die Geschlechtsreife erreichen sie nach zwei bis vier Jahren.

## Nahrung und Feinde
Die Nahrung von Batrachoseps attenuatus besteht aus kleinen Wirbellosen (Evertebrata), dazu zählen Spinnen, diverse Insekten und deren Larven, Schnecken und Regenwürmer.
Hauptfressfeinde sind andere Salamanderarten sowie Schlangen. Wenn sich Batrachoseps attenuatus-Individuen bedroht fühlen, können sie ihre langen Schwänze zu einer engen Spirale zusammenrollen und verharren in dieser Position unbeweglich. Werden sie angegriffen, können sie sich schnell auf- und abwickeln und sich wie eine Sprungfeder umherschleudern. Es wurde auch beobachtet, dass sich Salamander verteidigen, indem sie ihren Schwanz um den Kopf einer Schlange schlingen, um einen Knoten zu bilden. Außerdem sind sie in der Lage, toxische Hautsekrete zu produzieren. Als weitere Verteidigungsstrategie können sie an jedem Segment ihren Schwanz ablösen und schwanzlos die Flucht ergreifen. Der verlorene Schwanz wächst wieder nach, die Regeneration kann jedoch bis zu drei Jahren dauern.

## Gefährdung
Die Art wird von der Weltnaturschutzorganisation IUCN als „Least Concern = nicht gefährdet“ klassifiziert.